# 私のお父さん
「私のお父さん」（わたしのおとうさん、イタリア語: O mio babbino caro）は、ジャコモ・プッチーニが作曲し、ジョヴァッキーノ・フォルツァーノがリブレット（オペラ台本）を書いた1918年初演のオペラ『ジャンニ・スキッキ』の中で、ソプラノが歌うアリア。比較的短いアリアであるため、アリエッタ (arietta) として言及されることもある。
ラウレッタの父スキッキと、彼女が想いを寄せる青年リヌッチョの家族との緊張が高まり、彼女とリヌッチョの仲が引き裂かれそうになったところで、ラウレッタが歌う曲である。中世フィレンツェの偽善、嫉妬、裏切り、争いといった雰囲気とはまったく対称的に、素朴な情感と愛が詩情をもって歌われる。通作形式によるこのオペラ作品の中でも、一番の聴かせどころとなっている定番曲である。『ジャンニ・スキッキ』の中でも最も広く知られた曲である。
日本語では、「わたしのお父さん」、「私のお父様」、「わたしのいとしいお父さん」、「私のやさしいお父さん」、「わたしの優しいお父さん」、「オオ・ミオ・バッビーノ・カーロ」、「オ・ミオ・バッビーノ・カロ」などの曲名で言及されることがある。

## おもな演奏、録音

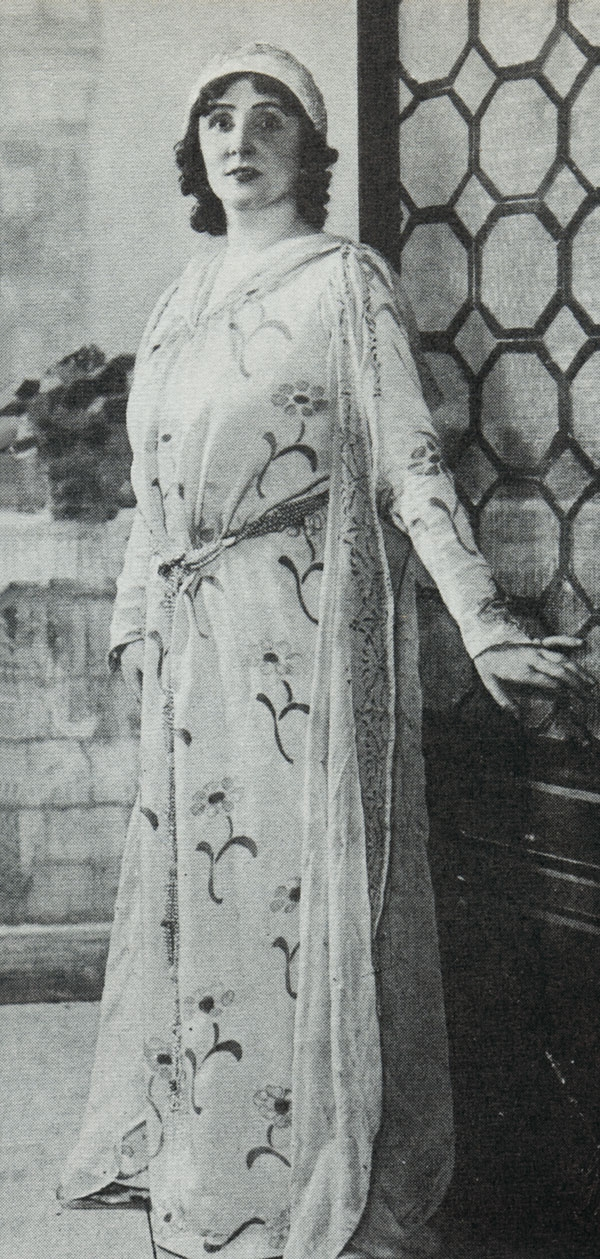
1918年12月14日、『ジャンニ・スキッキ』の世界初演でラウレッタを演じたフローレンス・イーストン。

このアリアを公演で最初に披露したのは、1918年12月14日、ニューヨークのメトロポリタン歌劇場における『ジャンニ・スキッキ』の世界初演に出演したフローレンス・イーストンで、彼女はその少し前の時期にあたるエドワード朝のイングランドで人気の高いソプラノ歌手だった。以降、多数のソプラノ歌手がこの曲を歌っている。
イギリスのソプラノ歌手、デイム・ジョーン・ハモンドが英語の歌詞で「O My Beloved Daddy」として歌ったバージョンは、78回転盤（SP盤）の時代から45回転盤シングルの時代にかけて長く流通した。彼女は、この曲のレコードを百万枚以上売り上げたとして1969年にゴールドディスクを獲得した。
このアリアは、ポピュラー音楽やクロスオーバーの歌手たちもしばしばコンサートで取り上げ、リサイタルのアンコールなどで歌っている。
マルコム・マクラーレンは、オペラの楽曲のリミックスを集めた1984年のアルバム『ファンズ (Fans)』に、この曲をもとにしたトラック「Lauretta」を収録した。

## 音楽
この短いアリアは、32小節から成り、2分あまり、ないしは、2分半から3分ほどで演奏される。変イ長調、8分の6拍子で書かれており、速度記号は「andantino ingenuo」 ( = 120) となっている。声域は、E♭4からA♭5を要し、テッシトゥーラは F4からA♭5の範囲である。オーケストラによる5小節の前奏は変ホ長調、4分の3拍子で、ストリングスによるオクターブのトレモロで構成されている。オペラの作中では、この5小節は、リヌッチョとのやり取りの後で、ジャンニ・スキッキの台詞が徐々に弱まっていくところにかかる。リサイタルなどで単独の曲として演奏される場合の編曲では、主題となる旋律の提示で始まることが多い。伴奏にはストリングスに加え、アルペッジョを奏でるハープが用いられる。

## 歌詞
| イタリア語 原詞 | 大意 |
| --- | --- |
| O mio babbino caro, mi piace, è bello, bello, Vo'andare in Porta Rossa a comperar l'anello! Sì, sì, ci voglio andare! E se l'amassi indarno, andrei sul Ponte Vecchio, ma per buttarmi in Arno! Mi struggo e mi tormento! O Dio, vorrei morir! Babbo, pietà, pietà! | ああ、私の愛しいお父さん 私は彼を愛しているの、彼は素敵、素敵 ポルタ・ロッサへ行きたいの 指輪を買いに そうよ、そうなの、私は行きたい そしてもし、彼への愛が無駄になったら 私はヴェッキオ橋に行って アルノ川に身を投げてしまいたい 私は苦しんで、耐えてきたの ああ、神様、私は死にたい お父さん、許して、許して |